# Taylor Swift: The Eras Tour
Taylor Swift: The Eras Tour  — американський концертний фільм, присвячений туру the Eras Tour співачки Тейлор Свіфт (2023–2024 рр.). Режисером фільму виступив Сем Ренч, продюсеркою — Тейлор Свіфт, а дистриб'юторами — AMC Theatres та Cinemark Theatres. Фільм вийшов в широкий прокат 13 жовтня 2023 року, зокрема і в Україні.
Після того як переговори з великими кіностудіями провалилися, Тейлор уклала безпрецедентну дистриб'юторську угоду з компаніями AMC і Cinemark. Зйомки проходили в серпні 2023 року на трьох шоу на стадіоні SoFi Stadium.
Нетрадиційна стратегія випуску фільму була зустрінута критикою, журналісти та галузеві оглядачі високо оцінили крок Тейлор, яка обійшла великі кіностудії та стала напряму співпрацювати з кінотеатрами. Фільм мав значний попит, зібравши за перший день попередніх продажів у США рекордні 37 млн дол.

## Виробництво

### Передумови та розвиток
The Eras Tour — шостий концертний тур американської співачки Тейлор Свіфт. Він розпочався в Глендейлі 17 березня 2023 року і має завершитися 2024 року. Шоу триває понад три години, сет-лист складається з 44 пісень, розділених на 10 окремих номерів, які концептуально відображають десять студійних альбомів Свіфт. Турне мало комерційний успіх і отримало схвалення критиків. Воно стало культурним та економічним феноменом, підкріпленим безпрецедентним попитом на квитки.
Свіфт замовила запис туру "Eras Tour" для подальшого показу як художнього фільму в кінотеатрах. Сем Вренч, який раніше працював над фільмами Біллі Айліш "Billie Eilish: Live at the O2" (2022) і Ліззо "Lizzo: Live in Concert" (2022), був найнятий у ролі режисера, а фільм було записано на перших трьох із шести концертів у Лос-Анджелесі, що відбулися з 3 до 5 серпня 2023 р. на стадіоні SoFi Stadium в Інглвуді. Виробнича компанія Свіфт, Taylor Swift Productions, створила фільм самостійно. Відмова від участі великих американських кіностудій дала змогу скоротити витрати; за оцінкою Puck, фільм обійшовся в 10-20 млн дол. Свіфт анонсувала фільм-концерт 31 серпня у своїх соціальних мережах і під час виступу в програмі Good Morning America. Квитки надійшли в продаж того ж дня.

### Розповсюдження та продаж квитків
У США кінотеатр AMC Theatres погодився виступити дистриб'ютором і прокатником фільму "The Eras Tour". Вартість квитків на стандартні сеанси попередньо встановлена на рівні $19.89 для дорослих, що є відсиланням до перезаписаного альбому Свіфт 1989 (Taylor's Version), і $13.13 для дітей і пенсіонерів, що є відсиланням до щасливого числа Тейлор — 13. Фільм також буде доступний у форматах, таких як IMAX і Dolby Cinema.

## Випуск
Світова прем'єра The Eras Tour відбулася 11 жовтня 2023 року, в розважальному комплексі The Grove в Лос-Анджелесі. 13 жовтня світ почалися покази фільму в кінотеатрах на території більш ніж 100 країн світу, за два тижні до випуску 1989 (Taylor's Version). Прем'єра в Китаї має відбутися 31 грудня. В Україні фільм був показаний у Києві, Одесі та інших містах.
Випуск фільму в The Grove відвідали знаменитості, журналісти, сім'я Свіфт та більш ніж 2200 фанів. Комплекс та площа навколо були закриті під час показу та мали підвищену кількість поліцейських. 13 грудня, на свій день народження, співачка випустила розширену версію фільму з виступами "Wildest Dreams", "The Archer" та "Long Live", яка була доступна для аренди на певних сервісах та в певних країнах.

## Прийняття

### Передпродаж
Eras Tour викликало небувалий попит на квитки. Очікуючи такий попит і у зв'язку зі скандалом із Ticketmaster у 2022 р. компанія AMC модернізувала свої системи, щоб вони могли збільшити первісну пропускну спроможність впʼятеро, і тимчасово призупинила продаж квитків на більшість інших фільмів; з усім тим, незабаром після початку продажів стався збій мобільного застосунку. Уже через кілька годин після початку продажу квитків попередні продажі фільму перевищили 10 млн дол. Кількість пошукових запитів в Інтернеті за запитом "AMC" зросла більш ніж на 1000%, а акції компанії AMC за короткий час зросли на 9,2%.
1 вересня 2023 р. компанія AMC повідомила, що фільм "The Eras Tour" зібрав 26 млн дол. за три години, що стало найвищим показником продажів квитків за один день в історії компанії та перевершило попередній рекорд у 16,9 млн дол, встановлений фільмом "Людина-павук: Додому шляху нема" (2021 р.). Ванда Гірхарт Фірінг, директорка з маркетингу компанії Cinemark, повідомила, що для задоволення попиту було заброньовано "безпрецедентну кількість глядацьких залів". Тому AMC і Cinemark додали додаткові сеанси. IMAX продав усі квитки на понад 250 сеансів фільму за один день. Fandango повідомили, що The Eras Tour встановив рекорд платформи з найвищим продажем квитків у перший день, який можна порівняти з "Людина-павук: Додому шляху нема", "Месники: Завершення" (2019) і "Зоряні війни: Пробудження Сили" (2015).
Прогнози касових зборів фільму "The Eras Tour" у прем'єрні вихідні становлять від 70 до 100 млн доларів, що є рекордом для концертного фільму. У Мексиці в перші дні передпродажу фільму в кінотеатрах Cinépolis було продано рекордну кількість квитків — 292 500, що перевершило показники фільму "Месники: Війна нескінченності" (2018).

### Реакція індустрії
Нетипова стратегія випуску фільму викликала бурхливу дискусію, яку широко коментували журналісти та керівники кіно, музичних і розважальних видань. На думку Саванни Волш з Vanity Fair, фільм з’явився «саме тоді, коли кінотеатр цього потребує найбільше» і може збільшити прибутки кінотеатрів після того, як на бізнес сильно постраждав від триваючих страйків Гільдії сценаристів Америки та SAG-AFTRA, що вплинули на багато голлівудських зйомок. Схожі настрої висловили автори Deadline Hollywood і USA Today, які вважають, що фільм "врятує" касові збори наприкінці 2023 року. Президент Національної асоціації власників театрів Майкл О'Лірі вважає, що успіх The Eras Tour вказує на потенціал концертних фільмів у кінотеатрах. Сара Віттен для CNBC зазначила, що «кінотеатральна індустрія сподівається, що Свіфт відродить концертний жанр», який «розквітнув у 1960-х і 1970-х роках». Журнал Rolling Stone назвав The Eras Tour одним із «42 фільмів осені 2023 року, які обовʼязково потрібно подивитися».
Billboard зазначив, що «незвичайна угода» може вплинути на AMC та інших кінопрокатників, щоб вони розширили свої дистриб'юторські операції й включили в них інші фільми-концерти. Шеннон Пауер з Newsweek вважає, що партнерство Свіфт і AMC «здатне переписати правила» кінопрокату. The Daily Telegraph назвала Свіфт "найбільшим тактиком у шоубізнесі". Аналітичні агентства Collider і TheWrap дійшли висновку, що, успішно провівши власні переговори й довівши їхню вигідність, Свіфт стимулювала кінотеатри до пошуку програм без допомоги студій і "потенційно [змінила] динаміку кінопрокату". Тоні Вінчікерра, голова та генеральний директор Sony Pictures, назвав The Eras Tour «масштабним, несподіваним порятунком» для кінотеатрів. 

#### Ланцюгова реакція
Крім AMC і Cinemark, жоден кінопрокатник або дистриб'ютор не був повідомлений про дату виходу The Eras Tour до оголошення 31 серпня 2023 року. Оскільки реліз був несподіваним, інші фільми перенесли дати виходу на 13 жовтня, щоб не конкурувати зі Свіфт:
- Після анонсу фільму в соціальних мережах з'явився хештег "#Exorswift", оскільки дата виходу фільму The Eras Tour збігалася з датою виходу фільму «Екзорцист», фільм жахів про надприродне, відсилаючи до феномену Барбенгаймера навколо Барбі та Оппенгеймера в липні 2023 року. У відповідь на це Universal Pictures і Blumhouse Productions відклали вихід "Екзорциста" на один тиждень, що, на думку IndieWire, швидше за все, не було дешевим, оскільки маркетингова кампанія "Екзорциста" була дорогою.
- Комедійна драма «Перська версія» перенесена з 13 жовтня на 20 жовтня.
- Романтична комедія What Happens Later режисера Мег Раян перенесена з 13 жовтня на 3 листопада.
- Драма «Звичайні ангели» з Гіларі Свенк у головній ролі спочатку мала вийти в прокат 13 жовтня, але була відкладена на невизначений термін.
- Біографічна комедійна драма «Дурні гроші» режисера Крейга Гіллеспі перенесена з 20 жовтня на 29 вересня.
- Прісцилла, біографічна драма режисерки Софії Копполи, перенесена з 27 жовтня на 3 листопада.
- Психологічний трилер «Дочка болотного короля» перенесено з 6 жовтня на 3 листопада.
- Через те, що «Екзорцист» вийшов на екрани 6 жовтня, комедійний бойовик «Позаштатник» з Джоном Сіною в головній ролі перенесено на 27 жовтня.

### Касові збори
Станом на 13 грудня 2023 року, Taylor Swift: The Eras Tour зібрав $179,2 мільйона у США та Канаді й $70,7 мільйона в інших країнах, загалом — $249,9 million. Таким чином він став концертним фільмом з найбільшими касовими зборами усіх часів, що було визнано Книгою Рекордів Гіннесса.

## Також до перегляду
- The 1989 World Tour Live — концертний фільм 2015 року режисера Йонаса Окерлунда про однойменний тур Свіфт 2015 року.
- Taylor Swift: Reputation Stadium Tour — концертний фільм 2018 року режисера Пола Дагдейла про однойменний тур Свіфт у 2018 році.